# Nadia Comăneci
Nadia Elena Comăneci (Onești, 12 november 1961) is een Roemeense gymnaste, winnaar van vijf gouden medailles op de Olympische Spelen en de eerste die een perfecte score van 10 punten heeft behaald tijdens een Olympische wedstrijd. Haar ouders zijn Gheorghe en Ștefania-Alexandrina Comăneci. Ze heeft een broer, Adrian, die in 1967 geboren is.

## Biografie
De eerste introductie in het turnen kreeg Comăneci door Marcel Duncan op school. In 1967 ging ze naar een nieuwe turnclub 'Flacăra' (De vlam). Haar trainers daar waren Márta Károlyi en Valeriu Munteanu. In 1969 werd ze geaccepteerd op een nieuwe gymnastiekschool, waar ze getraind werd door Márta Károlyi, geassisteerd door haar man, Béla. In 1970 had ze haar eerste nationale turncompetitie in het Onești-team. Het Onești-team won, ondanks dat Nadia drie keer van de balk was gevallen. 
Dit was echter wel een groot keerpunt in haar turncarrière. Ze ging hierna harder trainen, en won in 1971 en 1972 de nationale titel all-round bij de junioren. In 1971 won ze haar eerste all-round internationale competitie in Joegoslavië. In oktober van 1974 deed ze mee aan een turnuitvoering in Frankrijk samen met teamgenoot Teodora Ungureanu, waar zij de show stalen. 
In mei 1975 won ze het all-round EK in Noorwegen en versloeg daarbij Ludmilla Tourisheva en de 16-jarige Nelli Kim uit Rusland. Ze won goud op balk, brug en sprong en zilver voor haar vloeroefening. In maart 1976 won ze de eerste competitie met Amerika in New York. Ze scoorde hierbij twee tienen (sprong en vloer). De winnaar van de mannen op dit toernooi, Bart Conner, werd later haar echtgenoot. In juli 1976 scoorde ze de eerste tien ooit gezien op brug tijdens de Olympische Spelen.